# Anders Limpar
Anders Limpar (født 24. september 1965 i Stockholm, Sverige) er en tidligere svensk fodboldspiller, der spillede som midtbanespiller hos en række europæiske klubber, mest nævneværdigt for de engelske Premier League-klubber Arsenal og Everton. Han blev i 1991 kåret til Årets Spiller i Sverige.

## Klubkarriere
Limpar startede sin seniorkarriere hos IF Brommapojkarna og Örgryte IS i sit hjemland, inden turen gik via Schweiz og Italien til Arsenal F.C. i England. Her var han tilknyttet i fire succesfulde sæsoner og var med til at vinde både det engelske mesterskab, FA Cuppen Liga Cuppen samt Pokalvindernes Europa Cup. I 1994 rejste han til Everton F.C., hvor han i 1995 var med til at vinde endnu et FA Cup-trofæ.
Efter en kort periode i 1997 at have forsøgt sig uden held hos Birmingham City vendte Limpar tilbage til Sverige og AIK Stockholm, som han blev svensk mester med i 1998. Han afsluttede karrieren i 2000 hos AIK's ærkerivaler Djurgården, efter forinden at have prøvet kræfter med den amerikanske MLS-liga hos Colorado Rapids.

## Landshold
Limpar nåede gennem karrieren at spille 58 kampe og score seks mål for Sveriges landshold, som han repræsenterede i årene mellem 1987 og 1996. Han deltog for sit land ved VM i 1990 i Italien, EM i 1992 på hjemmebane samt VM i 1994 i USA, hvor svenskerne vandt bronze.

## Titler
Engelske Mesterskab
- 1991 med Arsenal F.C.

FA Cup
- 1993 med Arsenal F.C.
- 1995 med Everton F.C.

League Cup
- 1993 med Arsenal F.C.

Pokalvindernes Europa Cup
- 1994 med Arsenal F.C.

Svenske Mesterskab
- 1998 med AIK Stockholm